# 대한민국 민법 제291조
대한민국 민법 제291조는 지역권의 내용에 대한 민법 물권법 조문이다.

## 조문
제291조(지역권의 내용) 지역권자는 일정한 목적을 위하여 타인의 토지를 자기토지의 편익에 이용하는 권리가 있다.

第291條(地役權의 內容) 地役權者는 一定한 目的을 爲하여 他人의 土地를 自己土地의 便益에 利用하는 權利가 있다.

## 판례

### 기존의 통로보다 더 편리하다는 이유만으로 주위토지통행권을 인정할 수 있는지 여부
주위토지통행권은 그 소유 토지와 공로 사이에 그 토지의 용도에 필요한 통로가 없는 경우에 한하여 인정되는 것이므로, 이미 그 소유 토지의 용도에 필요한 통로가 있는 경우에는 그 통로를 사용하는 것보다 더 편리하다는 이유만으로 다른 장소로 통행할 권리를 인정할 수 없다

### 도로를 개설하여 영구히 사용케 한다는 약정을 지역권 설정에 관한 합의로 볼 수 있는지 여부
- 피고가 피고 소유의 토지에 도로를 개설하여 원고로 하여금 영구히 사용케 한다고 약정하고 그 대금을 수령한 경우 위 약정은 지역권 설정에 관한 합의라고 봄이 상당하다[2].

### 토지불법점유자는 통행지역권을 시효 취득할 수 없음
- 주위통행권이나 통행지역권은 인접한 토지의 상호 이용의 조절에 기한 권리로서 토지의 소유자 또는 지상권자, 전세권자 등 토지사용권을 가진 자에게 인정되는 권리라 할 것이어서, 토지의 불법점유자는 그 토지를 사용할 정당한 권원이 없는 자라할 것이므로 토지소유권의 상린관계로서 주위토지통행권이나 통행지역권도 시효취득할 수 없다.[3]

### 지역권 존속기간
- 甲이 그 소유토지에 도로를 개설하여 乙로 하여금 영구히 사용케 한다고 약정하고 대금을 수령하면 이러한 약정은 甲·乙간의 지역권설정계약이라 할 것이다[4].

### 통행의 묵인과 지역권
- 분양택지들을 매각하면서 토지 중 일부를 분양택지들을 위한 도로로 제공한 것이 아니라, 다만 토지의 매수인으로서 그 부분에 대한 다른 택지소유자들의 통행을 묵인한 것에 불과하다면 묵시적인 지역권설정계약이 성립되었다고 볼 여지가 없다[5].

### 통행지역권의 입증책임
- 지역권은 일정한 목적을 위하여 타인의 토지를 자기 토지의 편익에 이용하는 용익물권으로서 요역지와 승역지 사이의 권리관계에 터잡은 것이므로 어느 토지에 대하여 통행지역권을 주장하려면 그 토지의 통행으로 편익을 얻는 요역지가 있음을 주장 입증하여야 한다[6].

### 직접도로 개설의 필요성
- 통행지역권을 시효취득하려면 요역지의 소유자가 타인의 소유인 승역지 위에 통로를 개설하여 그 통로를 사용하는 상태가 민법 소정의 규정된 기간 동안 계속되어야 하는 것이다[7].

### 토지상의 건물의 소유와 통행지역권
- 토지의 불법점유자가 그 토지상에 소유건물을 가졌다하여 위요지 통행권이나 통행지역권의 시효취득을 주장할할 수 없다[8].

### 지역권과 등기
- 지역권을 시효취득한 자는 등기함으로써 그 지역권을 취득하는 것이라고 보아야 할 것이고, 지역권을 등기한 바 없고 그 대지는 취득시효 기간이 지난 뒤에 피고가 소유자로부터 매수하여 소유권이전등기까지 경료하였다면 원고가 지역권을 승계취득하였다고 하더라도 피고에 대하여 이를 주장할 수 없다[9].

## 같이 보기
- 대한민국 민법 제292조 지역권의 부종성
- 용익물권
- 지역권
- 상린관계